# Jezioro Gowidlińskie
Jezioro Gowidlińskie (kaszb. Jezoro Gòwidlińsczé) – przepływowe jezioro rynnowe na Pojezierzu Kaszubskim w powiecie kartuskim (województwo pomorskie). Akwen jeziora jest częścią dużej rynnie polodowcowej – rozciągającej się od Gowidlina po Sulęczyno. Jezioro posiada malowniczą i urozmaiconą linię brzegową z zalesionym półwyspem Gogowe i wyspą "Ostrów", na której znajdują się pozostałości wczesnosłowiańskiego grodziska. Nad jeziorem leżą miejscowości Gowidlino, Lemany, Borek Kamienny, Borek, Bielawki, Amalka, Biguszewo i Podjazy.
Wysokość zwierciadła 165,1 m n.p.m., ogólna powierzchnia: 401 ha

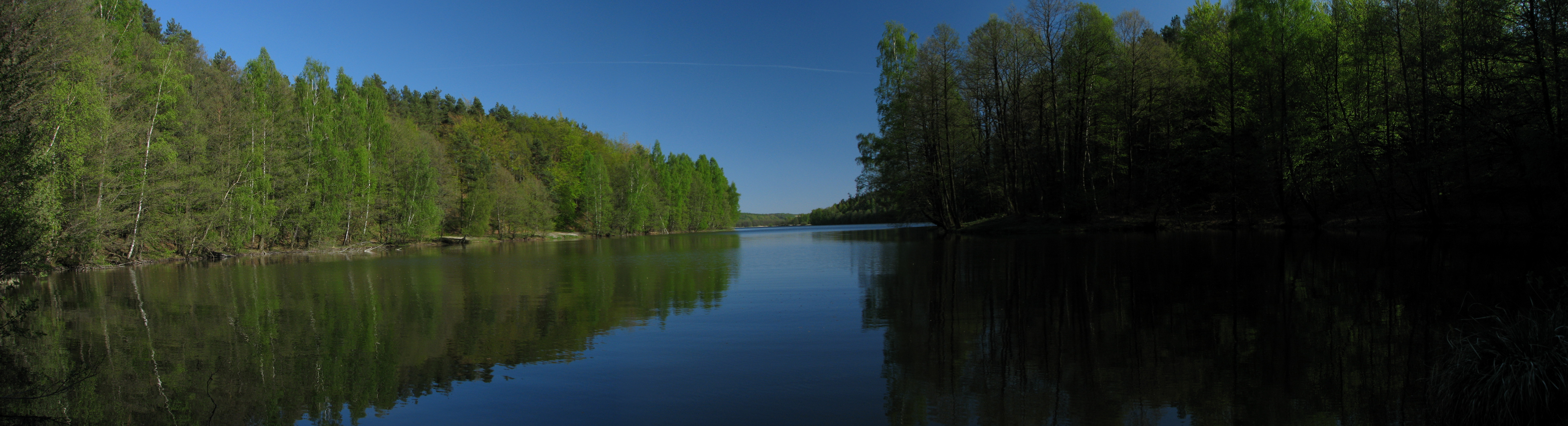
Widok na Jezioro Gowidlińskie z okolic Borka Kamiennego

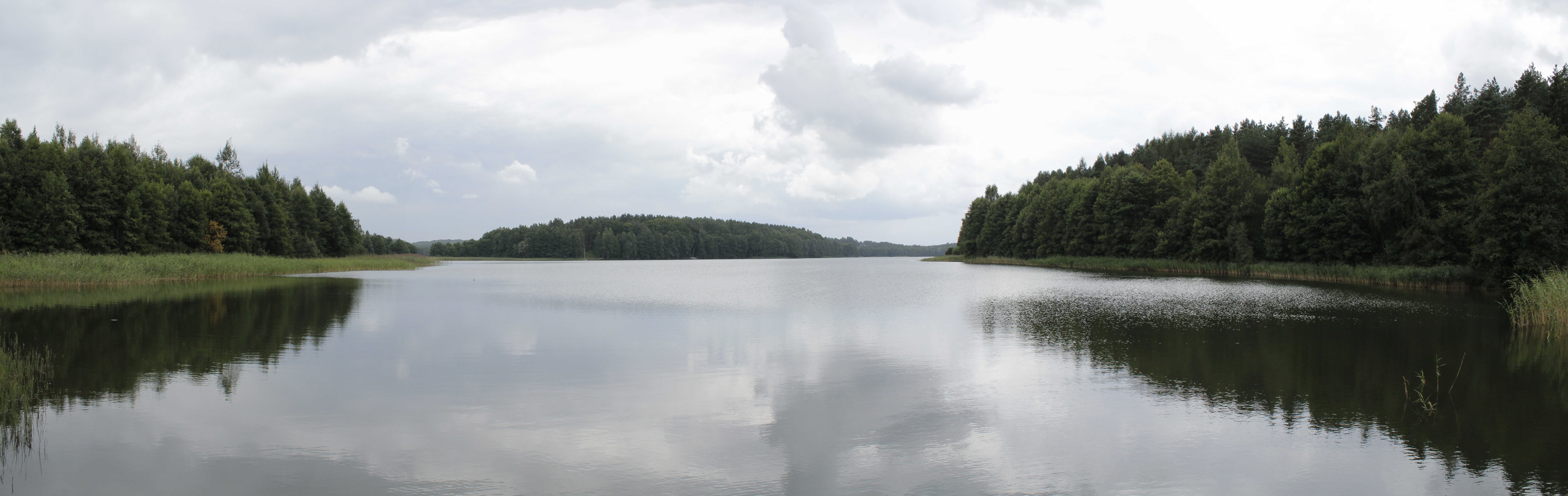
Panorama Jeziora Gowidlińskiego wykonana z innego miejsca w miejscowości Borek.